# Лейтем, Роберт Гордон
Роберт Гордон Лейтем (англ. Robert Gordon Latham, 1812—1888) — английский медик, филолог, лингвист, этнолог и педагог; профессор Лондонского университета; член Лондонского королевского общества.

## Биография
Роберт Гордон Лейтем родился 24 марта 1812 года; старший сын Томаса Лейтема — викария Биллингборо в Линкольншире. В 1819 году поступил в Итонский колледж, а с 1829 года обучался в Королевском колледже в Кембридже, где получил степень бакалавра искусств.
Провел около десяти лет в Дании и Норвегии, где изучил скандинавские языки. В 1839 году он был избран профессором английского языка и литературы в Университетском колледже Лондона.
Написал труд «Norway and the Norwegians» который был издан в 1840 году в Лондоне. В сочинении «The English language», изданном в британской столице на следующий год, он первый в Англии дал историческую картину развития английского языка.
Роберт Гордон Лейтем скончался 9 марта 1888 года в Патни (Уондсворт), уже будучи больным афазией.